# 큰개닮은박쥐
큰개닮은박쥐(Peropteryx kappleri)는 대꼬리박쥐과에 속하는 박쥐의 일종이다. 중앙아메리카와 남아메리카에서 발견된다. 멕시코 남부 지역부터 브라질과 페루에서 서식한다.

## 특징
보통 크기의 박쥐로 몸통 길이가 63~75mm이고 전완장이 45~52mm, 꼬리 길이는 11~20mm이다. 발 길이는 9~11mm, 귀 길이는 13~16mm이고 몸무게는 최대 13g이다. 털이 길다. 등 쪽 털은 밝은 갈색부터 짙은 갈색까지 다양하지만 배 쪽은 좀더 연한 색을 띤다. 거무스레하고 뾰족한 주둥이는 털이는 없다. 귀는 삼각형 모양으로 끝이 둥글다.

## 생태
작은 동굴 속과 쓰러진 나무 줄기, 지면 근처의 나무 구멍 속에 1~6마리씩 무리를 지어 은신하지만 건물에서 발견되기도 한다. 천천히 비행한다. 수풀 속이나 비행 중에 곤충을 잡아서 먹는다. 한 번에 한 마리의 새끼를 낳는다.

## 분포 및 서식지
멕시코 남부 베라크루스주 지역부터 중앙아메리카 전역을 거쳐 브라질 리우데자네이루주와 볼리비아까지 널리 분포한다. 해발 최대 1,500m 이하의 상록수 성숙림에서 서식한다.

## 아종
2종의 아종이 알려져 있다.
- P. k. kappleri - 멕시코 베라크루스주 지역부터 벨리즈와 과테말라 북부, 온두라스, 니카라과, 코스타리카, 파나마, 콜롬비아, 베네수엘라, 에콰도르, 가이아나, 수리남, 프랑스령 기아나, 볼리비아 북부를 거쳐 브라질 페르남부쿠주와 바이아주, 이스피리투산투주, 리우데자네이루주, 상파울루주까지 분포
- P. k. intermedia (Sanborn, 1951) - 페루 동부 지역.